# Om mani padme hum

De mantra in Tibetaans schrift op de bladeren van een lotusbloem

Om mani padme hum, op de correcte wijze geschreven als Om manipadmé hum, is de meest gereciteerde mantra in het Tibetaans boeddhisme. Het is een invocatie, aanroeping van de bodhisattva Avalokitesvara, (De bezitter van) het Juweel-Lotus.

## De komst van de mantra naar Tibet
Er was zeker al voor de 11e eeuw een zekere verering van Avalokitesvara in Tibet aanwezig. De wijze waarop Avalokitesvara werd vereerd was echter verschillend van de periode na de 11e eeuw. Er zijn onder de manuscripten van Dunhuang veel mantra's gevonden van voor de 11e eeuw die Avalokitesvara vereren. Daaronder zijn er echter slechts twee met om manipadmé hum en in beide gevallen is het niet exact de mantra die men nu kent. Het heeft bijvoorbeeld meer dan zes lettergrepen. In het eerste manuscript luidt de mantra Oṃ maṇi padme hūṃ mitra svāhā, in het tweede manuscript Oṃ vajra yakṣa maṇi padme hūṃ. Alle andere gevonden mantra's voor de verering van Avalokitesvara zijn volstrekt verschillend.
In de klassieke Tibetaanse geschiedschrijving komt het verhaal voor, dat tijdens de periode van de koning Totori Nyantsen, die globaal in de 5e eeuw gesitueerd moet worden, er op wonderlijke wijze een aantal manuscripten uit de hemel vielen en op het dak van het paleis terechtkwamen. Een van die documenten zou de Kāraṇḍavyūha geweest zijn, een soetra die omstreeks het jaar 400 geschreven moet zijn. Deze soetra is het eerste geschrift, waarin de tekst van de mantra voorkomt en waarin gesteld wordt dat het reciteren er van het belangrijkste instrument op de weg naar de Verlichting is.
De klassieke Tibetaanse geschiedschrijving meldt verder dat Songtsen Gampo (601-650), een van de drie Dharma-koningen, gebruik maakte van de Kāraṇḍavyūha-soetra bij het schrijven van de Mani kabum (verzamelde uitspraken (over) Mani). In de Mani kabum wordt Avalokitesvara voor het eerst volop beschreven als de beschermer van Tibet en als het fundamentele principe voor verlichting. In de tekst is Avalokitesvara de belichaming van het Volkomen Mededogen, dat de basis is voor liefde, vriendelijkheid en het verzorgen en liefhebben van alle levende wezens. Op het moment dat de Tibetanen rijp genoeg waren deze noties te ontvangen, verscheen de bodhisattva aan hen in de vorm van de koning Songtsen Gampo. De mantra is het leidende motief in de Mani kabum.
Feitelijk en strikt historisch is de tekst van de Mani kabum geschreven in de 11e en 12e eeuw met nog enkele belangrijke aanvullingen uit de 14e eeuw. Het is wel duidelijk, dat de tekst in de 14e eeuw al een zekere circulatie in Tibet had. De Mani kabum is van grote cultuurhistorische betekenis geweest in Tibet. De enorme devotie voor de bodhisattva en de grote populariteit van de mantra begint pas na het gaan circuleren van werken als de Mani kabum. In literaire genres voor gewone leken, zoals de verhalen over de delok (overledenen die in staat van bardo de onderwereld bezoeken), speelt die verering een enorme rol. De vertellers van die verhalen heten dan ook mani pa.

## De eerste verklaringen in de Europese literatuur
Vanaf de eerste contacten tussen Europese reizigers, missionarissen en Tibetaanse boeddhisten werd door de eersten het frequent reciteren van de mantra opgemerkt.
De eerste beschrijvingen betreffen meestal observaties van Tibetaanse lama's aan het hof in Karakorum, de toenmalige hoofdstad van het Mongoolse Rijk. Willem van Rubroeck was aan dat hof in 1254 en merkte op:
Alle priesters hebben hun hoofd geschoren en zijn gekleed in saffraankleurige gewaden. Ze leven in kuisheid vanaf het moment dat ze hun hoofd scheren. Ze leven in kloostergemeenschappen van honderd tot tweehonderd personen. Waar ze ook gaan, ze hebben altijd een snoer met tweehonderd kralen bij zich, dat veel lijkt op onze rozenkransen en ze herhalen altijd de woorden Om mani baccum dat zoveel betekent als 'God, U weet het'. Ze verwachten net zo veel beloningen van deze god als het aantal malen dat ze zijn naam uitspreken.
In het rapport van 1626 over zijn reis in Tibet schrijft António de Andrade:
 Ik vroeg een keer een lama op welke wijze een zondaar weer in de genade van God aangenomen kon worden. Hij antwoordde, dat het genoeg was om de woorden Om ma'ny patmeonry uit te spreken. Dat is het equivalent van het uitspreken van 'hoeveel ik ook gezondigd hebt, ik zal toch naar de hemel gaan'.
Andrade gaf dan ook uiteindelijk Heer, vergeef mij mijn zonden als de vertaling van de mantra.
In 1667 schrijft Athanasius Kircher over de mantra en het Tibetaans boeddhisme:
 Voor deze Demon en valse God voeren deze mensen hun vreemde gebaren en dansen uit, terwijl zij voortdurend de woorden herhalen O Manipe Mi Hum, O Manipe Mi Hum. Dat betekent O Manipe, redt ons.
Deze en vertalingen van veel andere reizigers en missionarissen, tot aan midden 18e eeuw, hoe onjuist dan ook, hebben wel één ding gemeen. Alle beschouwen de mantra als een invocatie, een aanroeping.
Van 1716 tot 1721 verblijft de Italiaanse jezuïet Ippolito Desideri in Centraal-Tibet. In korte tijd heeft hij een vloeiende beheersing van het Tibetaans in zowel woord als geschrift. Hij krijgt daardoor ook toegang tot de hoogste kringen van de geestelijkheid en de adel in Tibet. Zijn beschrijving van ruim vijf jaar in het land vormt het belangrijkste deel van de Relazione del Viaggio di Ippolito Desideri. Het is de eerste algemene accurate beschrijving van Tibet. Desideri beschreef het landschap, de flora en fauna, de landbouw in Tibet, de Tibetanen met hun gebruiken, de sociale orde, de voor dat moment recente geschiedenis van Tibet en vooral het Tibetaans boeddhisme.
Desideri was ook de eerste die een serieuze vertaling van de mantra beschreef (Desideri was onbekend met het woord lotus):
 De interpretatie van de Tibetanen is als volgt: Het woord Om heeft geen betekenis, maar is slechts van ornamentele aard. het tweede woord Mani betekent een juweel. Het derde woord Pemé is de naam van een bloem die groeit in een vijver of meer. De letter é (in Pemé) duidt een vocatief aan. Het laatste woord Hum is ook zonder betekenis en slechts ornamenteel. De betekenis van de woorden is dus een invocatie van Chenrezig en luidt: O, U, die een juweel in uw rechterhand houdt en gezeten is op de bloem Pemé'.
Zijn werk raakt vrijwel onmiddellijk na zijn overlijden in de vergetelheid tot het pas in 1875 gevonden werd in een privébibliotheek in Florence. Pas in 1904 werd een eerste publicatie in het Italiaans uitgegeven.

## Verklaringen van filologen in de 19e eeuw
Vanaf eind 18e eeuw gaan vooral filologen zich bezighouden met de vertaling van de mantra. Onbekend met het werk van Desideri verwerpen zij de bevindingen van de reizigers en missionarissen, vooral omdat die geen of onvoldoende Sanskriet zouden beheersen.
Julius van Klaproth is in 1831 de eerste die de opvatting formuleert, dat padmé de locatief is van 'padma', een van de acht oorspronkelijke naamvallen in het Proto-Indo-Europees, die bijvoorbeeld in het Sanskriet nog altijd in gebruik waren. De locatief geeft een locatie aan. Hij komt dan op de vertaling 'Oh! Het juweel is in de lotus, Amen'.
In die opvatting wordt hij gevolgd door veel andere toenmalige wetenschappers. Als in 1863 de in die tijd als zeer eminent beschouwde Emil Schlagintweit ook tot de conclusie komt dat 'padmé' de locatief is van 'padma' en tot een vrijwel identieke vertaling komt, lijkt het wetenschappelijk debat in Europa over de vertaling van de mantra wel geëindigd.
Vanaf dat moment is de vertaling steeds een variant op 'Het juweel is in de lotus'. De invloed van deze foute conclusie is tot op de dag van vandaag in de literatuur over Tibet en deze mantra aanwezig.
In met name de 19e eeuw werd in wetenschappelijk Europa het Tibetaans boeddhisme als een gedegenereerde vorm van het boeddhisme uit India gezien. Lawrence Waddell schrijft in zijn boek Buddhism of Tibet or Lamaism, With Its Mystic Cults, Symbolism and Mythology and in Its Relation to Indian Buddhism (1895):
Deze Yoga-parasiet al hevig besmet met de ziektekiemen van het tantrisme nam beslag van zijn gastheer en ontwikkelde spoedig monsterlijke extremiteiten, die het weinige dat het Mahāyāna nog van puur boeddhisme in zich had geheel vernietigde.
De introductie van een al enigszins besmet boeddhisme in Tibet leidde daar tot een "primitieve vorm van lamaïsme die een priesterlijk mengsel is van Shaivisme, mystiek, magie, Indo-Tibetaanse afgodenverering, bedekt door een dun laagje Mahāyāna. En tot op de huidige dag heeft dit lamaïsme in Tibet dit karakter daar bewaard."
Onder invloed van dit gedachtegoed verandert het locatieve karakter van de vertaling niet, maar worden een aantal varianten bedacht met name op basis van de veronderstelling dat vooral het Shaivisme de drijvende kracht achter de Tibetaanse variant zou zijn. Dat leidde tot vertalingen waarbij de mantra een fallische betekenis kreeg en vertaald werd in varianten op 'Gezegend is de lingam in de yoni' (de penis in de vagina).
Een van de weinige uitzonderingen in die periode was Brian Houghton Hodgson, de resident van de British East India Company in Nepal, die al in 1824 betoogd had, dat 'manipadme' één woord is. In 1915 schrijft A.H. Francke een artikel waarin hij tot dezelfde conclusie komt. Daarnaast schrijft hij echter overtuigd te zijn van het vocatieve karakter van manipadmé als vrouwelijk zelfstandig naamwoord. Deze opvatting dringt echter nauwelijks door in een debat dat op dat moment als afgesloten werd beschouwd.

## New-ageverklaringen
In de tweede helft van de 20e eeuw onder invloed van een zekere verspreiding van het Tibetaans boeddhisme naar het Westen als gevolg van de Tibetaanse diaspora en bewegingen als Aquarian age en new age krijgt de mantra ook bij een groter publiek enige bekendheid. In sommige kringen wordt de mantra - net als bijvoorbeeld het Tibetaans dodenboek - een kult en een soort containerbegrip waar velen hun eigen definities en opvattingen uit formuleren. Dat heeft de laatste decennia tot uiterst merkwaardige vertalingen geleid. Vaak zijn dat opnieuw fallische betekenissen. 'De fallus is in de vulva' of 'De tepel is in de mond'. June Campbell, een Noord-Amerikaans feministisch boeddhist heeft als belangrijkste thema in haar werken de onderdrukte rol van de vrouw in het Tibetaans boeddhisme. In haar werk Traveller in Space (1996) ontkent zij dat 'mani' phallus zou kunnen betekenen, maar formuleert dat dit clitoris moet zijn. Zij komt dan uit op de vertaling van 'de godin van de clitoris-vagina', een pré-boeddhistische godin, waarvan het geslacht veranderd zou zijn door het werk van afgunstige Indiase missionarissen die het boeddhisme kwamen prediken.

## Uitkomst wetenschappelijk debat eind 20e eeuw
In de laatste decennia is echter ook een nieuw wetenschappelijk debat over de mantra gevoerd. De uitkomst van dat debat heeft - in ieder geval in wetenschappelijke kring - een grote mate van consensus. Tibetologen, die over dit onderwerp hebben gepubliceerd (Dan Martin, David Snellgrove, Robert J. Barnett, Matthew Kapstein, Janet Gyatso, Donald Sewell Lopez jr., Peter Verhagen e.a.) zijn het erover eens, dat feitelijk - zonder het zelf te beseffen - de eerste reizigers en missionarissen het gelijk aan hun kant hadden en Ippolito Desideri in het bijzonder.
De mantra heeft een vocatieve vorm, 'manipadme' is één woord. 'Om' en 'Hum' zijn ornamenteel, komen in zeer veel meer mantra's voor als slechts symbolische uitdrukkingen. Ze dienen soms als uitingen, gericht op het overbruggen van de kloof tussen wereldlijke en sacrale niveaus van ervaring, als verbinding met spirituele principes, maar zijn op zich betekenisloos. In sommige -met name hindoeïstische- tradities zijn bijvoorbeeld Om en Hum iets wat zaadlettergrepen wordt genoemd, in het Sanskriet bija.
De mantra is een aanroeping van '(De bezitter van) het Juweel-Lotus', de bodhisattva Avalokitesvara. Alleen de mogelijke vrouwelijke verbuiging van het zelfstandig naamwoord blijft een raadsel.

## In de Tibetaanse literatuur
Het is opmerkelijk, dat vooral nadat de filologen in de 19e eeuw meenden te hebben vastgesteld, dat het "juweel in de lotus" was, er nauwelijks belangstelling bestond na te gaan wat er nu in de Tibetaanse literatuur over de mantra beschreven was. In het debat van eind 20e eeuw is daar echter uitvoerig onderzoek naar gedaan.
Er bestaat een aanzienlijk hoeveelheid Tibetaanse teksten over de mantra. Het grootste deel daarvan handelt echter niet over de betekenis daarvan. Gelovige Tibetanen zijn veel meer geïnteresseerd in het doel, de intentie van een mantra dan in de linguïstische betekenis daarvan. Het doel is tot uitdrukking brengen van devotie, het "verrichten van een goede daad" door het frequent reciteren van de mantra.
In het historische Tibet werd in de volksmond de mantra meestal aangeduid als yi ge drug ma, letterlijk "de zes lettergrepen ". In de meeste Tibetaanse literatuur is de linguïstische betekenis van de mantra ondergeschikt aan het beschrijven van een vorm van homologie tussen de zes lettergrepen en begrippen uit de doctrine die in zesvoud worden uitgedrukt. Voorbeelden daarvan zijn de zes sferen waarin men wedergeboren kan worden, goden, halfgoden, mensen, dieren, hongerige geesten of in de hel of de zes ondeugden, trots, afgunst, begeerte, domheid, hebzucht, woede, die bedwongen moeten worden door meditatie. Een derde homologie is die met de zes basiskleuren, wit, groen, rood, blauw, geel en zwart die als visuele waarneming tijdens meditatie kunnen verschijnen. Er zijn echter nog aanzienlijk meer van deze homologieën in de Tibetaanse literatuur.
De overeenkomst in dit deel van de literatuur is, dat deze homologieën beschreven worden als een techniek voor het visualiseren en hulp voor het concentreren bij meditatie. Aan de afzonderlijke lettergrepen wordt geen eigen linguïstische betekenis toegekend.
Een van de oudste teksten van een dergelijke homologie wordt al vermeld in de derde sectie van de Mani kabum.
In dit deel van de tekst legt Songtsen Gampo aan zijn kinderen uit waar zij zich op kunnen concentreren bij het uitspreken van de mantra.
Om Mani padmé hum is de natuurlijke stem van de realiteit en is ononderbroken en één,
Om doet de trots verdwijnen, het zuivert de hemels van de goden,
Ma doet de jaloerse woede verdwijnen, het zuivert het rijk van de halfgoden,
Ni doet de begeerte verdwijnen, het zuivert de wereld van de mensen,
Pa doet de domheid verdwijnen, het zuivert het woongebied van de dieren,
Dme doet de hebzucht verdwijnen, het zuivert de landen van de hongerige geesten,
Hum doet de haat verdwijnen, het zuivert de hellen
Een voorbeeld van een Tibetaanse tekst over de mantra die slechts handelt over het "verrichten van een goede daad" is "The Benefits of the Mani Wheels". Nergens wordt ook maar een poging gedaan de betekenis van de mantra te verklaren. Het handelt alleen om de intentie van het reciteren.
Er zijn echter ook een aantal - wat beperkter - werken in de Tibetaanse literatuur, die wel over de linguïstische betekenis van de mantra handelen. Dan Martin beschrijft in zijn publicatie een werk van Sanggye Gyatso (1653-1705), de tweede van de regenten in historisch Tibet. Ook Gyatso speekt over de mantra als een vocatief, de naamval die wordt gebruikt als iemand of iets wordt aangesproken en komt dan uit op de betekenis van 'O U die het Juweel-Lotus bezit'.
Er was overigens al sinds 1762 een Tibetaanse tekst in Europa beschikbaar die het heel helder uitlegt. De tekst is te vinden in het Alphabetum Tibetanum, de verzameling van documenten over de missie van de Kapucijnen in Tibet. De tekst moet geschreven zijn door een zekere Ngawang, abt van het klooster Ramoche en formuleert heel expliciet dat de mantra een vocatieve vorm heeft, dat 'manipadme' één woord is en spreekt overduidelijk over het 'Juweel-Lotus'. De tekst was echter ruim twee eeuwen in de vergetelheid geraakt.

## Trivia
De mantra speelt een belangrijke rol in het Suske en Wiske-album De parel in de lotusbloem. De mantra wordt in het begin van dit album door een Boeddhistische monnik vanuit Nepal de wereld in gestuurd, waarbij alleen Wiske deze hoort en hiermee wordt uitverkoren tot "Parel in de Lotusbloem". Zij moet in deze hoedanigheid Tante Sidonia het mooiste geschenk ter wereld geven om haar te genezen nadat ze van slag is geraakt door vervelende nieuwsberichten.